# هارولد فولر
هارولد فولر هو عسكري كندي، ولد في 1886 في ليفربول في المملكة المتحدة، وتوفي في 17 يناير 1957 في بالم بيتش في الولايات المتحدة.